# Saifen-Boden
Saifen-Boden  var en kommun i distriktet Hartberg-Fürstenfeld i förbundslandet Steiermark i Österrike. Den bestod av två orter (Ortschaften) (inom parentes invånarantal 1 januari 2024):
- Obersaifen (814)
- Winkl-Boden (211)

Kommunen blev den 1 januari 2015 en del av kommunen Pöllau.